# 威靈頓公爵大廈

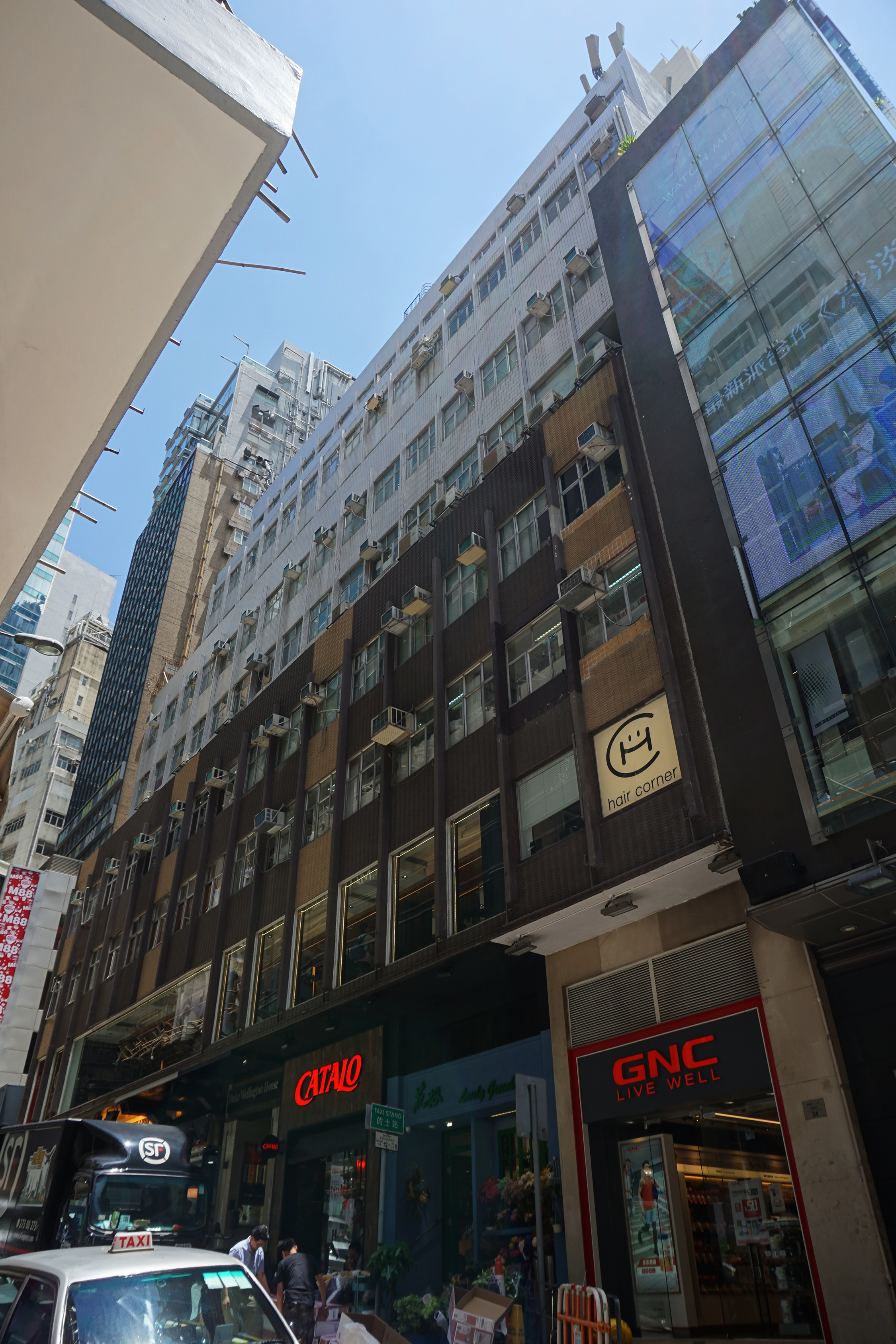
威靈頓公爵大廈

威靈頓公爵大廈（英語：Duke Wellington House），是香港島中區的一座商業寫字樓建築物，位於中環威靈頓街14-24號，鄰近蘭桂坊、雲咸街、品牌商店米蘭站等。 威靈頓公爵大廈2樓是威靈頓大律師樓的辦事處。
威靈頓公爵大廈為正興建築有限公司的總部及私人物業。正興建築創辦人是葉劉淑儀的先夫葉文浩的父親葉正平及母親王妙嬋，於1954年成立。葉正平夫婦是白手興家，之前，王妙嬋女士是街頭小商人，而葉正平是公務員英語秘書，業餘進修，考建築師。 自創業初期，正興建築為香港政府建水塘及修路工程，之後買地建築，到1970年代退休，資產已經過億港元，報稱王妙嬋是女性商業奇才，1981年5月去世，而葉正平在1989年離世，遺下不少出租香港房地產和飛鵝山大宅。葉正平夫婦育有7名子女，夫婦身後發生連場民事訴訟，主要是遺產爭奪，及正興建築有限公司董事會、股權之家族事務。 

## 和記棧舊址
在威靈頓公爵大廈正門前，樹立有一塊紅色的中山史蹟徑紀念牌，原來此處和記棧鮮果店的舊址四樓是革命機關地。在1903年革命黨人在此策動及指揮壬寅廣州之役，由興中會的謝纘泰統籌，香港富商李紀堂贊助，以及原太平天國僅存的瑛王洪全福發動。 